# Gerard J. Holzmann
Gerard J. Holzmann (narozený v roce 1951 v Nizozemí) je americký informatik a vědec pracující v Bell Labs a NASA. Holzmann je známý tím, že stál u vzniku model checkeru SPIN.

## Život
Holzmann se narodil v Amsterdamu v Nizozemí a získal v roce 1976 titul inženýr na fakultě elektrotechniky na TU Delft. Na stejné univerzitě získal v roce 1979 také Ph.D., jeho školitelem byl W.L. van der Poel a J.L. de Kroes, tématem jeho dizertační práce byla koordinace problémů v systémech s více procesy (Coordination problems in multiprocessing systems). Později Holzmann získal Fulbrightovo stipendium a působil rok na Univerzitě Jižní Kalifornie kde pracoval s Per Brinch Hansenem.
V roce 1980 začal pracovat v Bell Labs, kde zůstal jeden rok. Dále byl dva roky v Nizozemí odborným asistentem na TU Delft. V roce 1983 se vrátil do Bell Labs kde pracoval v informatickém výzkumném centru. V roce 2003 začal pracovat v NASA, kde vede Laboratoř pro spolehlivý software v Pasadeně v Kalifornii spadající pod NASA JPL.
V roce 1981 získal cenu prof. Bahlera od Koninklijk Instituut van Ingenieurs, v roce 2005 získal Paris Kanellakis Theory and Practice Award a v říjnu 2012 získal NASA Exceptional Engineering Achievement Medal. Holzmann byl v roce 2005 zvolen do National Academy of Engineering v USA. V roce 2011 se stal členem Association for Computing Machinery.

## Práce
Holzmann je nejlépe známý jako autor model checkeru SPIN který začal tvořit v osmdesátých letech v Bell Labs. Tento nástroj dokáže formálně verifikovat korektnost distribuovaného software. SPIN je volně dostupný od roku 1991.

## Publikace
Výběr publikací:
- The Spin Model Checker — Primer and Reference Manual, Addison-Wesley, 2003. ISBN 0-321-22862-6.
- Design and Validation of Computer Protocols, Prentice Hall, 1991.
- The Early History of Data Networks, IEEE Computer Society Press, 1995.
- Beyond Photography — The Digital Darkroom, Prentice Hall, 1988. ISBN 0-13-074410-7.